# Secvențierea Ion Torrent
Secvențierea Ion Torrent este o metodă de  secvențiere ADN bazată pe detectarea ionilor de hidrogen degajați în timpul reacției de  polimerizare a ADN-ului. Aceasta este o metodă de secvențiere prin sinteză, în timpul cărui un strand complementar de ADN este construit pe baza unui alt strand șablon.

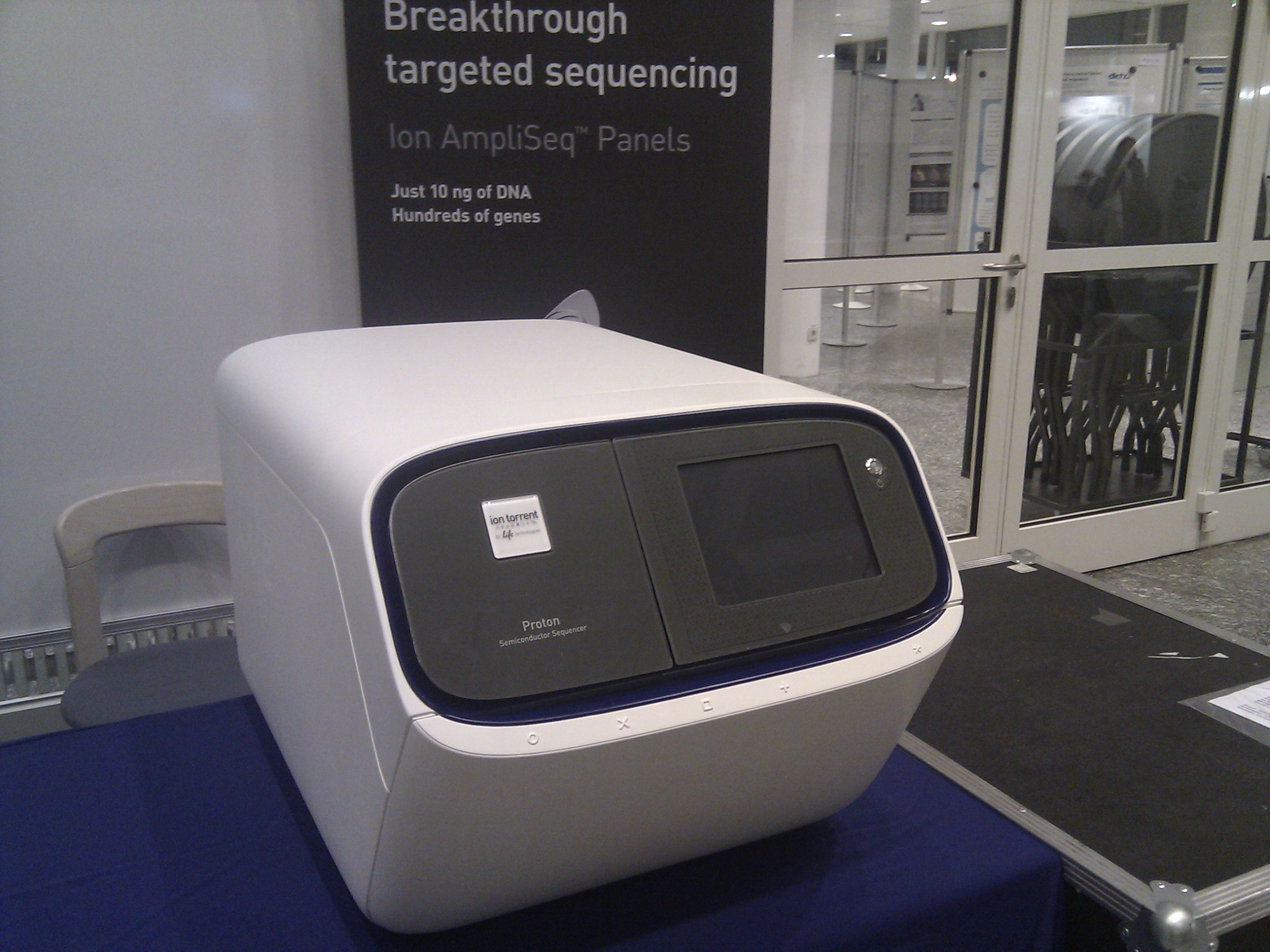
O mașină de secvențiere Ion Torrent

În cavitatea care conține strandul de ADN șablon ce urmează să fie secvențiat se adaugă un singur tip de deoxiribonucleotidă trifosfată (dNTP). Dacă dNTP-ul introdus este complementar cu prima nucleotidă din strandul ADN, atunci aceasta este incorporată în strandul complementar. Acest eveniment duce la degajarea unui ion de hidrogen care declanșează la rândul său un senzor ISFET, care indică prezența reacției. Mai multe molecule dNTP sunt incorporate într-un singur ciclu în cazul în care există baze care se repetă în strandul șablon. 
Această tehnologie diferă de alte tehnici de secvențiere ADN prin faptul că nu folosește nucleotide modificate (precum ddNTP, in secvențierea Sanger) sau metode optice.

## Performanța metodei de secvențiere
Acuratețea per bază obținută de mașina de secvențiere Ion Torrent[nefuncțională]
 în februarie 2011 a fost de 99.6%, în cazul citirilor de lungime 50, cu 100Mb pe tură.
Acuratețea secvențelor care au repetiții de 5 baze a fost de 98%.
Modelele mai noi au prezentat citiri de lungimea a 400 de baze. Aceste măsurători nu au fost validate independent de compania producătoare.

### Avantaje
Metoda de secvențiere este rapidă și ieftină în prima fază.  
Tehnologia înregistrează încorporarea nucleotidelor de către enzima ADN polimerază, ceea ce înseamnă că secvențierea (citirea șirului de nucleotide) are loc în timp real. În realitate însă, viteza de secvențiere este limitată de viteza de deplasare a nucleotidelor substrat prin sistem.
La timpul lansării, o mașină de secvențiere Ion Torrent costa $50,000 USD și nu includea echipamentul de preparare a mostrelor.

### Dezavantaje
Repetițiile unei singure baze (de ex. GGGGG) pe strandul șablon duc la declanșarea mai multor ioni de hidrogen într-un singur ciclu. Acest fenomen duce la schimbarea pH-ului și la intensificarea semnalului electronic. 
Un dezavantaj al acestei tehnologii constă în faptul că mașina de secvențiere nu poate estima corect numărul nucleotidelor care se repetă într-un strand șablon. De exemplu, mașina nu poate distinge dacă pe strandul șablon există 7, sau 8 nucleotide de același fel, una după cealaltă. 
Acest dezavantaj apare și la alte tehnologii de secvențiere, precum pirosecvențierea.

## Vezi si
Secvențierea Sanger
Secvențierea nanopore
Secvențiere în timp real a unei singure molecule
Secvențierea shotgun